# Ладомиров
Ладомиров — деревня в Снинском районе Прешовского края Словакии.
Расположено в северо-восточной части Словакии на автодороге Гуменне-Снина-Убля-Малый Березный.
Впервые упоминается в 1567 году.

## Население
| Год:                | 1994 | 2004    | 2014     | 2024     |
| ------------------- | ---- | ------- | -------- | -------- |
| Количество человек: | 382  | 353     | 290      | 251      |
| Разница:            |      | −7,59 % | −17,84 % | −13,44 % |

Национальный состав населения (по данным переписи населения — 2001):
- словаки — 85,37 %
- русины — 11,97 %
- украинцы — 1,33 %
- чехи — 0,53 %

Состав населения по принадлежности к религии по состоянию на 2001 год:
- греко-католики — 61,17 %
- православные — 27,39 %
- католики — 3,19 %
- не считают себя верующими или не относятся к любой вышеупомянутой церкви — 8,25 %